# Consideraciones sobre el asesinato de Gérard Lebovici
Consideraciones sobre el asesinato de Gérard Lebovici (en francés, Considérations sur l'assassinat de Gérard Lebovici) es un ensayo de Guy Debord publicado en Francia en febrero de 1985 por Éditions Gérard Lebovici. Es reeditado a partir de 1993 por Gallimard. Fue publicado en español por la editorial Anagrama en 2006.
En este libro, Guy Debord responde a las calumnias periodísticas vertidas contra él después del asesinato de su editor y amigo Gérard Lebovici. Guy Debord da muestra de su talento de polemista, dando una lección magistral sobre los procedimientos de la mentira mediática.